# Oléac-Dessus
 Oléac-Dessus  es una comuna y población de Francia, en la región de Mediodía-Pirineos, departamento de Altos Pirineos, en el distrito de Tarbes y cantón de Tournay.
Su población en el censo de 1999 era de 89 habitantes.
Está integrada en la Communauté de communes du Canton de Tournay.

## Demografía
| 64 | 82 | 101 | 88 | 92 | 89 |
| Para los censos de 1962 a 1999 la población legal corresponde a la población sin duplicidades (Fuente: INSEE [Consultar]) |    |     |    |    |    |